# 五老スカイタワー

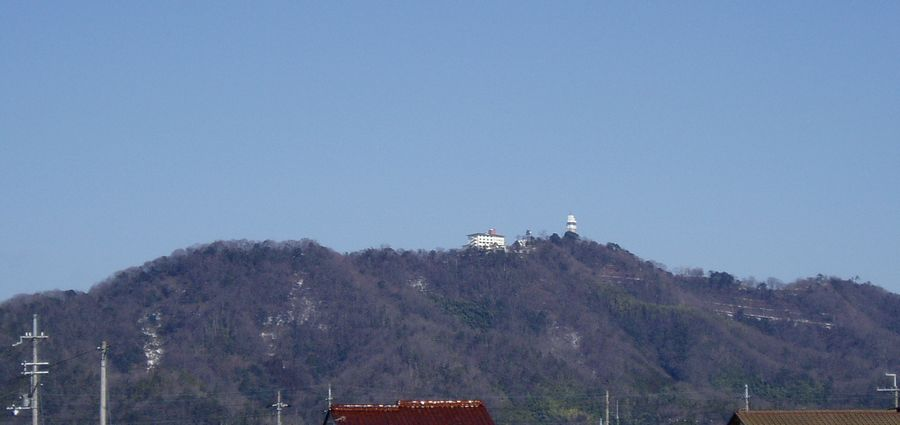
五老スカイタワー遠景。隣の建物は「かんぽの宿」

五老スカイタワー（ごろうスカイタワー）は、京都府舞鶴市の五老ヶ岳公園内にある展望塔。正式名称は五老ヶ岳公園展望タワー。
舞鶴市を東西に分ける五老岳にそびえ立つタワーからの展望は、近畿百景第1位に選ばれた舞鶴湾の美しいリアス式海岸や舞鶴市街地、国際ふ頭である舞鶴国際ふ頭が一望することができる。

## 沿革
- 1995年（平成7年）：舞鶴市市制50周年事業として建設された。

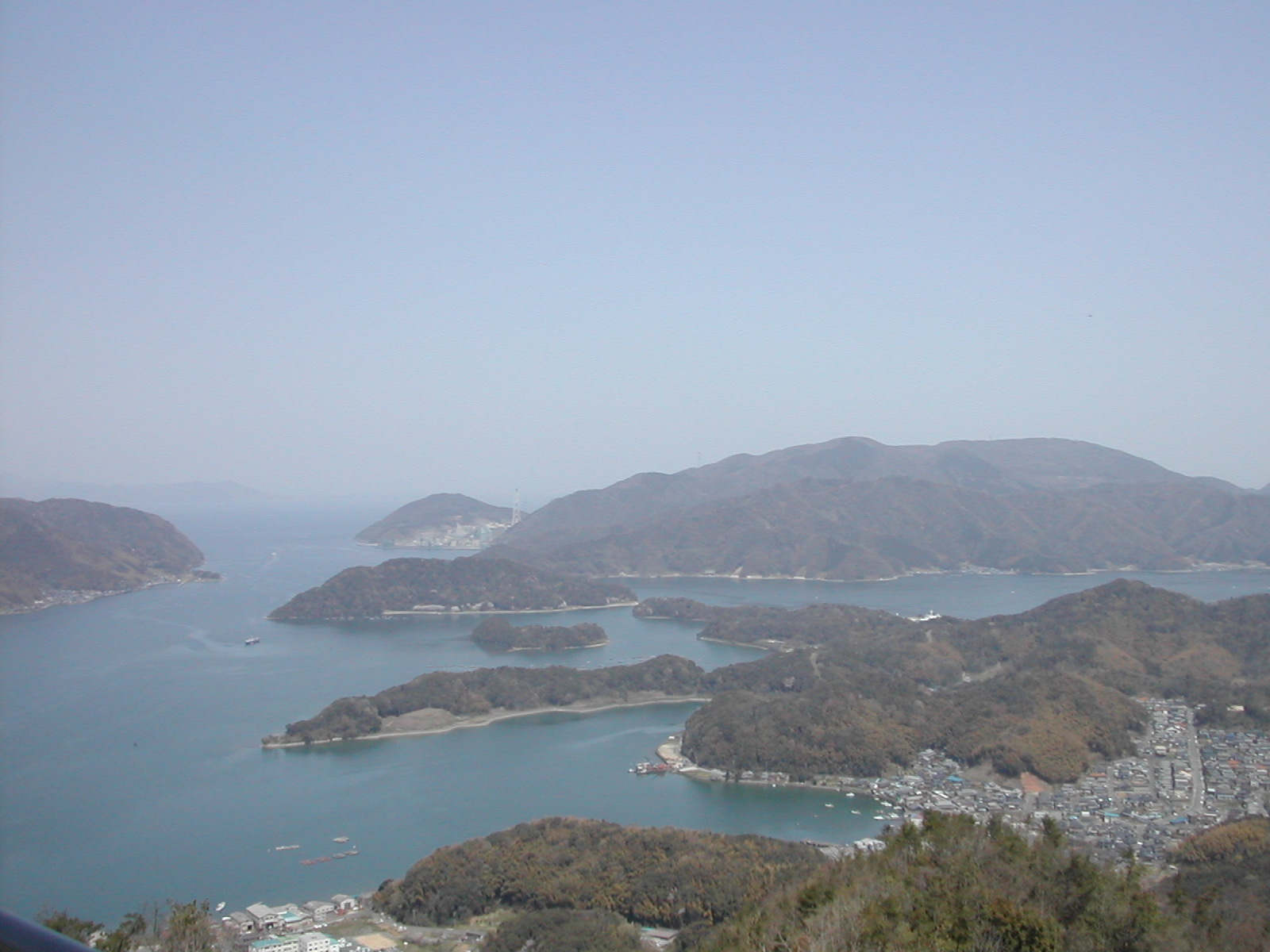
五老スカイタワーから舞鶴湾を望む

## 施設概要
- 海抜 - 325メートル
- 高さ - 50.5メートル（展望室28.2メートル）

### タワー
- 開館時間
  - 4月 - 11月：平日 9時 - 19時 / 土日祝 9時 - 21時
  - 12月 - 3月：平日 / 土日祝 9時 - 17時
※入館は閉館の30分前まで ※年中無休
- 入館料
  - 大人（高校生以上）…300円
  - 小人（小・中学生）…150円
- 駐車場
  - 有（無料・大型バス可）

### 周辺
周辺は、五老ヶ岳公園として、子どもの遊具などが整備されている。また、西舞鶴地区への登山道「ロータリーの道」、中舞鶴地区への遊歩道が整備されている。また、かつては近隣に「かんぽの宿舞鶴」が存在した。

## アクセス
- 所在地：京都府舞鶴市上安小安小字暮谷
  - 舞鶴若狭道舞鶴西ICから約25分、舞鶴若狭道舞鶴東ICから約20分　※無料駐車場 　85台（バス専用駐車場3台）
  - JR西舞鶴駅から京都交通五老岳公園口バス停下車で徒歩約45分。
  - JR西舞鶴駅から車・タクシーで約15分。